# Hozier
Andrew Hozier-Byrne, känd som Hozier, född 17 mars 1990 i Bray, County Wicklow, är en irländsk musiker och singer-songwriter. Hozier har släppt två EP och två soloalbum. Han fick sitt genombrott med låten "Take Me to Church".

## Karriär
Hozier föddes i Bray, County Wicklow på Irland som son till en far som är musiker. 2009 tog han examen från St. Gerard's school i Bray. Han studerade sedan vid Trinity College i Dublin, men hoppade av för att spela in demos för Universal Music.

### 2013–2014:Take Me to ChurchochHozier
Under 2013 släppte Hozier en EP, Take Me to Church, där låten med samma namn blev en stor hit. Därefter släpptes EP:n From Eden samt soloalbumet Hozier.

## Diskografi

### Album
- 2014 – Hozier
- 2019 – Wasteland, Baby!
- 2023 – Unreal Unearth[5]

### EP
- 2013 – Take Me to Church
- 2014 – From Eden
- 2018 – Nina Cried Power
- 2023 – Eat Your Young

### Singlar
- 2013 – "Take Me to Church"
- 2014 – "Arsonist's Lullabye"
- 2014 – "Sedated"
- 2014 – "From Eden"